# Málinec
Málinec (allemand : Malintz,  hongrois : Málnapatak) est un village de Slovaquie situé dans la région de Banská Bystrica.

## Histoire
La première mention écrite du village date de 1514.

## Démographie

### Évolution de la population
| Année:               | 1994. | 2004.   | 2014.   | 2024.   |
| -------------------- | ----- | ------- | ------- | ------- |
| Nombre de personnes: | 1502  | 1458    | 1504    | 1393    |
| Différence:          |       | -2,92 % | +3,15 % | -7,38 % |

| Année:               | 2023. | 2024.   |
| -------------------- | ----- | ------- |
| Nombre de personnes: | 1381  | 1393    |
| Différence:          |       | +0,86 % |